# Municipio de Jackson (condado de Harrison, Iowa)
El municipio de Jackson (en inglés: Jackson Township) es un municipio ubicado en el condado de Harrison en el estado estadounidense de Iowa. En el año 2010 tenía una población de 479 habitantes y una densidad poblacional de 6,13 personas por km².

## Geografía
El municipio de Jackson se encuentra ubicado en las coordenadas 41°48′34″N 95°57′34″O / 41.80944, -95.95944. Según la Oficina del Censo de los Estados Unidos, el municipio tiene una superficie total de 78.16 km², de la cual 78,14 km² corresponden a tierra firme y (0,03 %) 0,02 km² es agua.

## Demografía
Según el censo de 2010, había 479 personas residiendo en el municipio de Jackson. La densidad de población era de 6,13 hab./km². De los 479 habitantes, el municipio de Jackson estaba compuesto por el 97,08 % blancos, el 1,46 % eran afroamericanos, el 0,42 % eran amerindios y el 1,04 % eran de una mezcla de razas. Del total de la población el 1,67 % eran hispanos o latinos de cualquier raza.